# Кругликов, Геронтий Васильевич
Геронтий Васильевич Кругликов (8 апреля 1916, Усох, Трубчевский уезд, Орловская губерния, Российская империя — 1998, Санкт-Петербург) — советский инженер, участник советской атомной программы. Дважды лауреат Сталинской премии (1952, 1953).

## Биография
Родился 8 апреля 1916 года в селе Усох Орловской губернии (ныне Трубчевский район).
В 1941 году окончил Ленинградский политехнический институт, инженер-механик. Во время Великой Отечественной войны работал мастером ремонтных мастерских Черноморского флота. В 1944 году получил авторское удостоверение за техническое усовершенствование «Новый метод ремонта пароперегревателей кораблей проекта 7». Награждён орденом Красной Звезды, медалями «За оборону Севастополя», «За оборону Кавказа».
С 1945 по 1947 год заместитель главного диспетчера, заместителем начальника турбинного цеха завода имени В. И. Ленина (Ленинград).
Участник атомной программы. 25 октября 1947 года назначен начальником смены объекта «А». Со 2 апреля по 30 июня 1950 года — заместитель главного инженера объекта «АВ». С 1 июля — главный инженер объекта «А». С февраля 1952 года — главный инженер объекта 7 (реактор «ОК»).
В связи с получением предельно допустимой дозы облучения 2 октября 1954 года откомандирован в Управление руководящими кадрами Министерства среднего машиностроения.
Умер в 1998 году в Санкт-Петербурге.

## Награды
- Дважды лауреат Сталинской премии:
  - 1951 год — за участие в освоении производства плутония и организацию новых производств на комбинате № 817;
  - 1953 год — за пуск и освоение атомного котла.
- Дважды Орден Трудового Красного Знамени (1951, 1953).